# Хрусталь

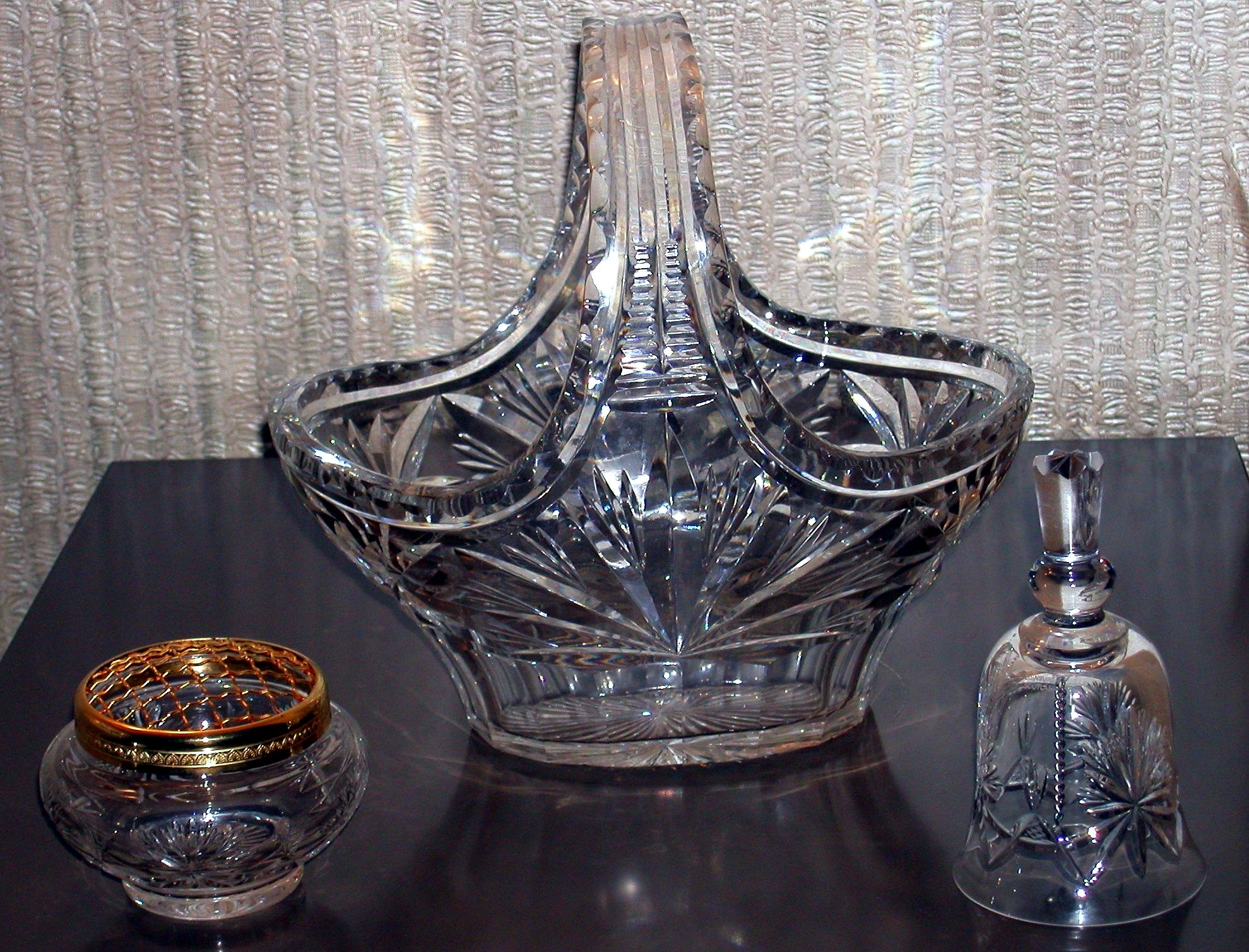
Хрустальная посуда

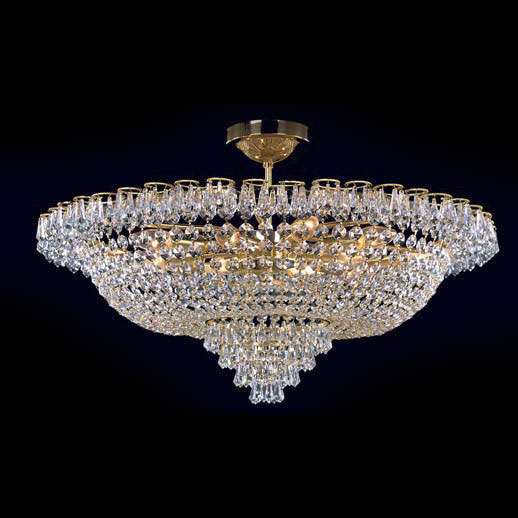
Пример классической хрустальной люстры

Хруста́ль (от др.-греч. κρύσταλλος) — особый вид стекла, в состав которого входит в значительных количествах  окись свинца (PbO) (или бария (BaO)). Добавка оксида свинца увеличивает показатель преломления стекла и дисперсию света в нём (с ювелирной точки зрения — «игру цвета», «огонь»). Добавка оксида бария в основном увеличивает только показатель преломления. Добавка оксида свинца также увеличивает пластические свойства стекла и, соответственно, возможности по его обработке — огранке, резьбе и т. п. Огранка хрусталя, подобно огранке драгоценных камней, позволяет хрусталю в полной мере проявить свойства, обусловленные большим показателем преломления и дисперсией. Название было дано по аналогии с горным хрусталем.
Изготавливают сплавлением оксида свинца PbO с кремнезёмом, солью натрия или калия (содой или поташем, из-за последнего хрустальное стекло обладает незначительной и безопасной для здоровья радиоактивностью ввиду присутствия калия-40) и малыми добавками других оксидов. Свинцово-калиево-силикатные стекла дороже известковых стекол, однако они легче плавятся и проще в изготовлении. Это позволяет использовать высокие концентрации PbO и низкие — щелочного металла — без ущерба для легкоплавкости. Высокое содержание PbO дает высокие значения показателя преломления и дисперсии — двух параметров, весьма важных в некоторых оптических приложениях. Те же самые характеристики придают свинцовым стеклам сверкание и блеск, украшающие самые утонченные изделия столовой посуды и произведения искусства.
Благодаря содержанию свинца и определённому подбору углов, образуемых гранями, изделия из хрусталя отличаются необыкновенно яркой, многоцветной игрой света. Обладают красивым звоном. Хрусталем называется также высококачественное венецианское и чешское стекло. Стиль художественного стекла (хрусталь) — торжественно-парадный, сувенирно-подарочный.
Способы обработки изделий из хрусталя: гравировка, огранка, резьба, шлифовка.
Добавление оксида свинца к стеклянной массе практиковалось ещё на заре стеклоделия, в древнем Египте и Месопотамии. Тем не менее, хрусталь в более или менее современной форме был получен только в 1676 году английским мастером Джорджем Рейвенскрофтом (George Ravenscroft).

## Классификация
Согласно ГОСТ 24315-80 выделяют:
Хрустальное стекло — бесцветное стекло, содержащее в основном двуокись кремния (SiО2), а количество окиси свинца (РbО), окиси бария (ВаО), окиси калия (K2О), окиси цинка (ZnO) в отдельности или в сочетании не менее 10 %, с показателем преломления не менее 1,520 и плотностью не менее 2,4 г/см3
Малосвинцовый хрусталь — хрустальное стекло, содержащее от 18 до 24 % окиси свинца (РbО), с показателем преломления не менее 1,530 и плотностью не менее 2,7 г/см3
Свинцовый хрусталь — хрустальное стекло, содержащее от 24 до 30 % окиси свинца (РbО), с показателем преломления не менее 1,545 и плотностью не менее 2,9 г/см3
Высокосвинцовый хрусталь — хрустальное стекло, содержащее 30 % и более окиси свинца (РbО), с показателем преломления более 1,545 и плотностью более 2,9 г/см3
Бариевый хрусталь — хрустальное стекло, содержащее не менее 18 % окиси бария и окислы щелочных металлов, с показателем преломления не менее 1,530 и плотностью не менее 2,7 г/см3

## Хрустальное стекло
Хрустальное стекло — это свинцово-силикатное стекло, содержащее 13—23 % оксидов свинца и до 17 % оксидов калия. Из хрустального стекла производят высококачественную посуду и декоративные изделия. Оно обладает повышенными плотностью, прозрачностью, лучепреломляемостью и блеском, но меньшей термостойкостью по сравнению с другими видами стекол.

## Производители хрусталя

### Действующие заводы в России
- Дятьковский хрустальный завод, Дятьково
- Гусевской хрустальный завод, Гусь-Хрустальный
- Бахметьевский хрустальный завод, Никольск

### Действующие заводы в Республике Беларусь
- Стеклозавод «Неман», Берёзовка
- Борисовский хрустальный завод имени Держинского, Борисов

### Закрытые заводы
- Ленинградский завод художественного стекла; производство закрыто 29 января 1997 года
- Завод «Красный Гигант», Никольск; производство закрыто с конца 2008 года
- Завод «Красный Май», посёлок Красномайский Вышневолоцкого района; производство закрыто с 2002 года
- Хрустальный участок Таганрогского металлургического завода, Таганрог; производство закрыто в конце 2012 года
- Борисовский хрустальный завод им. Ф. Э. Дзержинского, Борисов
- Первомайский стекольный завод, Смоленская область